# 卡纳拉纳
卡纳拉纳是巴西巴伊亚州的一个市镇。总面积617.991平方公里，总人口23357人，人口密度37.8人/平方公里。